# Prowincja zarządcy królewskiego

Podział administracyjny imperium asyryjskiego w czasach króla Aszurbanipala. Prowincja zarządcy królewskiego (abarakku lub masennu) znajduje się pod numerem 4 na mapce

Prowincja zarządcy królewskiego, prowincja skarbnika – jedna z prowincji imperium asyryjskiego, zarządzana przez wysokiego dostojnika pełniącego na dworze asyryjskim urząd abarakku/masennu - „zarządcy królewskiego”. Jej istnienie poświadczone jest w źródłach pisanych począwszy od IX w. p.n.e. Leżała najprawdopodobniej w górzystym regionie położonym na północ i wschód od współczesnego irackiego miasta Alkusz. Stolicą prowincji było miasto Kibszuna.